# 팬텀 레이디
팬텀 레이디(PHANTOM LADY)는 미국에서 제작된 로버트 시오드맥 감독의 1944년 범죄, 드라마 영화이다.
이 영화는 시오드맥 최초의 헐리우드 누아르이자 유니버설 픽처스의 초창기 여성 경영진 조안 해리슨이 만든 최초의 영화이다. 이 영화는 동명의 소설 환상의 여인에 기반을 둔다.

## 출연
- 프랜쇼 톤
- 엘라 레인스
- 앨런 커티스
- 토마스 고메즈
- 엘리사 쿡 주니어
- 앤드류 톰브스
- 레지스 투미
- 밀번 스톤

### 스트리밍 오디오
- Phantom Lady on Lux Radio Theater: March 27, 1944
- Phantom Lady on Screen Guild Theater: September 11, 1944